# Lutrova hiša, Eisenach
Lutherhaus Eisenach ali Lutrova hiša v Eisenachu je ena najstarejših ohranjenih polesenih hiš v Turingiji. Tradicija pravi, da je tam živel Martin Luther z družino Cotta med svojimi šolskimi dnevi v Eisenachu od leta 1498 do 1501. Lutherhaus je bila od 19. stoletja eno najpomembnejših zgodovinskih krajev reformacije in je bila kot taka imenovana leta 2011 za evropsko kulturno dediščino. Lutherhaus od leta 1956 deluje kot kulturnozgodovinski muzej.

## Luthrova zgodovina v Eisenachu
Martin Luther je večkrat v življenju prebival v svojem ljubljenem mestu Eisenachu. Tam je preživel tri leta šolanja in na gradu Wartburg prevedel Novo zavezo.

### Kot šolar (1498 do 1501)
Martin Luther, sin Hansa (1459−1530) in Margarethe Luder, rojene Lindemann (1459–1531), se je rodil 10. novembra 1483 v srednjenemškem mestu Eisleben. Luther je obiskoval latinsko šolo v sosednjem mestu Mansfeld, preden se je leta 1497 preselil v Magdeburg, kjer je eno leto obiskoval stolnično šolo. Naslednje leto se je Luther preselil v Eisenach, domače mesto kjer je sprva živel pri družinskih sorodnikih v mamini hiši. Ker je moral še nekaj zaslužiti, je hodil od hiše do hiše zborski pevec – za tiste čase nekaj običajnega za dijake. Luthrov prvi življenjepisec, Johann Mathesius, pripoveduje, da je bila mlada ženska Ursula Cotta tako zadovoljna s šolarjevim petjem, da ga je vzela k sebi domov. Bila je žena mestnega svetnika Conrada (Cunza) Cotte in hči Heinricha Schalbeja. Njen oče je bil v svojem času eden najvplivnejših prebivalcev Eisenacha. V tistem času so imeli Cottas tudi velik vpliv in posest v Eisenachu. Ker so imeli v začetku 16. stoletja v lasti več hiš v mestu, vključno z današnjo Lutherhaus, je zelo verjetno, da je Luther tam nekaj časa našel prostor in hrano.
Poleg tega, kar se je naučil na župnijski šoli sv. Jurija, je na njegovo duhovno rast v dneh v Eisenachu še posebej vplival Collegium Schalbense. Ta krog pobožnih laikov okrog Heinricha Schalbeja je bil tesno povezan s frančiškani in ga je oblikovala njihova pobožnost. Luther se je udeležil tudi srečanj na domu škofijskega duhovnika Johannesa Brauna, kjer so zbrani ustvarjali glasbo, molili in razpravljali o verskih in humanističnih knjigah. Luther je v začetku leta 1501 zapustil Eisenach, da bi hodil na univerzo v Erfurtu. Vedno se je z veseljem spominjal svojih šolskih dni ynn meiner lieben Stad (v mojem ljubljenem mestu) in je vse življenje ostal v stiku z več prebivalci Eisenacha.

### V gradu Wartburg (maj 1521 do marec 1522)
Novoizvoljeni cesar Svetega rimskega cesarstva Karl V. je marca 1521 Luthra poklical pred cesarski zbor v Wormsu zaradi njegovih reformacijskih spisov. Luther je bil 17. aprila 1521 pozvan, naj odstopi od svojih spisov, vendar je to zavrnil, potem ko je dobil dan za razmislek. Luther je 26. aprila odpotoval iz Wormsa in se vrnil v Wittenberg. 4. maja so oboroženi konjeniki prisilili njegovo spremstvo in njega, da so se ustavili blizu palače Altenstein v Turinškem gozdu. »Ugrabili« so Luthra, ki je za načrt vnaprej vedel in ga pripeljali na grad Wartburg nad Eisenachom. Pravzaprav je bil skrit zaradi lastne varnosti, saj je bil ogrožen zaradi cesarske prepovedi zaradi njegove zavrnitve odstopa v Wormsu. Wormski edikt, ki je bil izdan kmalu zatem, ni samo prepovedal Luthra in ga razglasil za heretika, ampak je tudi uradno prepovedal tiskanje in razširjanje njegovih spisov.
Luther, ki je prevzel vzdevek Junker Jörg v aluziji na sv. Jurija, zavetnika mest Eisenach in Mansfeld, je obdobje samote in osamljenosti v gradu Wartburg izkoristil za intenzivno preučevanje novozaveznih besedil Svetega pisma. Ko je v bližini Altensteina padel v zasedo, je hitro zgrabil hebrejsko Sveto pismo in grško Novo zavezo. Luther jih je sprva uporabil za nadaljevanje svoje eksegeze posameznih biblijskih odlomkov, preden je začel svoje epohalno delo: od sredine decembra 1521 naprej je prevedel celotno Novo zavezo iz grščine v nemščino v samo enajstih tednih. Ker v njegovem času ni bilo knjižnega nemškega jezika, je Luther za svoje prevode uporabil jezik saške kanclerske pisarne, ki je bil relativno razširjen zaradi uporabe v diplomatski korespondenci. Za razliko od svojih predhodnikov Luther ni prevedel Svetega pisma na podlagi latinske Vulgate. Namesto tega je za izhodišče vzel izvirno grško besedilo, Vulgato pa je uporabil le kot dodatek. To mu je omogočilo, da se je osvobodil značilnega latinskega sloga in ustvaril berljivo, a kljub temu elegantno svetopisemsko besedilo. Luther ni mogel najti natančnih nemških ustreznic za številne svetopisemske izraze, zato je med prevajanjem Svetega pisma ustvaril številne nove besede in idiomatske izraze.
Luther je imel dokončan prevod rokopisa v svoji prtljagi, ko se je v začetku marca 1522 vrnil v Wittenberg, da bi se soočil z nemiri, ki so tam izbruhnili. Rokopis je temeljito predelal skupaj s Philippom Melanchthonom, profesorjem grščine v Wittenbergu in hkrati enim od Luthrovih zaupnikov, preden ga je poleti izročil v tisk Melchiorju Lotterju mlajšemu. Prva izdaja tako imenovane septembrske zaveze je izšla 20. septembra 1522. Luther se je medtem že posvetil prevajanju Stare zaveze. Luther je potreboval do leta 1534, preden je lahko predstavil popoln prevod Svetega pisma s sodelovanjem številnih strokovnjakov.

## Arhitekturna zgodovina
Arhitekturna zgodovina zgodovinske stavbe je bila obsežno preučena in dokumentirana pred obnovo in prenovo med letoma 2013–2015. Dendrokronološki testi, opravljeni v tem času, so razkrili, da je bila manjša predhodna stavba iz leta 1269. Zaradi tega je Lutherhaus v Eisenachu ena najstarejših lesenih hiš v Turingiji. Leta 1356 je bilo južno domače gospodarsko poslopje znatno prizidano, s čimer se je Lutherhaus razširila na sedanji arhitekturni volumen. Natančen datum, ko je družina Cotta dobila v posest Lutherhaus, ki je sprva obsegala več posameznih stavb, ni dokumentiran. Vendar pa je gotovo, da so imeli Cottas današnjo Lutherhaus že okoli leta 1500.
V začetku leta 1560 je Hans Leonhard, renesančni gradbeni mojster v Eisenachu, kupil stavbo, ki se je takrat uporabljala kot pivovarna. Dolgo se je domnevalo, da je Leonhard ustvaril tudi veličastno renesančno fasado Lutherhaus, vendar nedavne raziskave arhitekturne zgodovine kažejo, da je bilo pročelje, čeprav je ustvaril renesančni portal, prvotno del sosednje palače volilnega kneza in je bilo Lutherhausu dodano šele po rušenje palače leta 1742.
Sporen je tudi datum prizidave polovice. Medtem ko starejše upodobitve Lutherhaus kažejo, da je bila postavljena šele po požaru v mestu leta 1636, sedanje analize kažejo, da so bila gradbena dela končana že v 16. stoletju. Lutherhaus je v zgodnjem novem veku pogosto menjavala lastnike, ki so jo uporabljali v različne namene.
V stavbi je bila od leta 1898 dalje restavracija, tako imenovana »Lutherkeller«. Lastnik Adolf Lukass je svoj lokal opremil v »staronemškem slogu«, za doplačilo pa je svojim gostom razkazal tudi zgodovinske »Luthrove komore«, v katerih naj bi Luther živel kot študent. Lutherhaus je preživela vse vojne in mestni požar večinoma nepoškodovana do druge svetovne vojne. Britanska bomba je eksplodirala nad Luthrovim trgom 23. novembra 1944. Eksplozija je močno poškodovala severno fasado stavbe. Južni del, v katerem so Lutrove komore in lesena dvorana, je kljub temu ostal nedotaknjen. Poškodovano stavbo so po koncu vojne hitro sanirali.

## Muzejska zgodovina

### Lutherhaus od 1956 do 2013
Ko je bila hiša obnovljena, je družina Lukass do leta 1953 nadaljevala z vodenjem restavracije Lutherkeller. Potem ko je del družine pobegnil v Zahodno Nemčijo, je Evangeličansko-luteranska cerkev v Turingiji leta 1955 v hiši najela prostor. Še naprej je razširil obstoječe zgodovinsko mesto Luther, v njem nastanil »protestantski župnijski arhiv« in leta 1956 odprl mesto spomina v Lutherhausu, ki je bilo mešanica zgodovinskega mesta, zbirke in muzeja. Leta 1965 je deželna cerkev Turingije dobila polovico hiše v zapuščino od žene pokojnega gospoda Lukassa, Karoline Schneider, ki je bila lastnica polovice hiše do svoje smrti. Cerkev je drugo polovico pridobila od dedičev družine Lukass leta 1997. Lutherhaus je po ponovni združitvi ostala v lasti deželne cerkve Turingije in je bila uporabljena kot zgodovinsko mesto reformacije. Wartburg Verlag GmbH je vodil Lutherhaus od leta 2006 do 2013.
Kljub večkratnim restavriranjem in prenovam (med drugim v letih 1976-77 in 1983) je hiša kmalu dosegla svoje arhitekturne meje. Pogoji so se izkazali za neustrezne tudi za hrambo fonda župnijskega arhiva. Stalna razstava »Ponovno odkrivanje Martina Luthra«, popolnoma prenovljena leta 1996, je bila eden zadnjih projektov modernizacije. Takrat je bil najsodobnejši in je služil kot model za posodobitev Lutherhaus v Wittenbergu. Kljub temu je Lutherhaus z leti postajala manj privlačna in manj sodobena kot druga zgodovinska mesta reformacije.

### Nova Lutherhaus (2013 do danes)
Pred obletnico reformacije leta 2017 je Evangeličanska cerkev v Srednji Nemčiji, ki je nastala z združitvijo Evangeličansko-luteranske cerkve v Turingiji in Evangeličanske cerkve cerkvene province Saške leta 2013, je leta 2009 ustanovila Stiftung Lutherhaus Eisenach z namenom vzpostavitve sodobnega muzeja, ki bo ustrezal mednarodnim muzejskim standardom. Fundacija protestantskega župnijskega arhiva, ki je bila last Verband evangelischer Pfarrerinnen in Pfarrer in Deutschland e.V. do tedaj so bile podarjene novoustanovljeni ustanovi in so od takrat osnova muzejske zbirke. Lutherhaus je dobila svojega prvega polno zaposlenega direktorja in kustosa, dr. Jochena Birkenmeierja, ki je oblikoval tudi videz in vsebino prenovljenega muzeja in sedanje stalne razstave Luther in Biblija.
Lutherhaus je bila popolnoma prenovljena in obnovljena med letoma 2013 do 2015. V tem času se je muzejsko izobraževalno delo in upravljanje Lutherhaus preselilo v bližnjo hišo Creutznach. Nova Lutherhaus je bila uradno ponovno odprta 26. septembra 2015 z velikim festivalskim bogoslužjem, ki mu je sledila velika zabava ob ponovnem odprtju.

## Stalna razstava "Luther in Sveto pismo"
Ob prenovi in prezidavi stavbe je potekala tudi prenova hišne notranjosti in razstave. Stalna razstava »Luther in Sveto pismo«, ki je na ogled od leta 2015, raziskuje Lutrov zgodovinski prevod Svetega pisma v treh nadstropjih in predstavlja številne zgodovinske zaklade, kot so več slik iz Cranachove šole, mojstrovine iz Römhilder Textilschatz in župnijska knjiga z vnos s posnetkom krsta Johanna Sebastiana Bacha. Poleg tega številni drugi razstavljeni predmeti in sodobne medijske postaje omogočajo obiskovalcem muzeja interaktivni dostop do razstavnih tem. Zaradi preoblikovanja je bila Luthrova hiša, vključno s pergolo na dvorišču, prvič v svoji zgodovini večinoma splošno dostopna.
Stalna razstava je bila leta 2022 prenovljena in razširjena z novimi vsebinami ob 500-letnici Luthrovega prevoda Svetega pisma. Tri nove multimedijske postaje interaktivno predstavljajo zgodovino Luthrove najbolj znane himne Mogočna trdnjava je naš Bog, ideološko motivirane spremembe besedila Svetega pisma v 18. do 21. stoletju in mednarodni vpliv Luthrove Biblije.

### Pritličje
Razstava se začne v pritličju in predstavlja pogled na Lutrov kulturni svet okoli leta 1500 ter oblike pobožnosti in verskih praks, s katerimi se je srečal. Preučeni so njegovi šolski časi v Eisenachu, njegova pot, da je postal menih, in razvoj njegovih reformacijskih prepričanj.

### Medetaža
Njegov prevod Svetega pisma je bil eden Luthrovih najpomembnejših in najvplivnejših dosežkov. Težave in izzive prevajanja preučujemo v medetaži Lutherhaus. Jezikovna raznolikost »nemščine« je posredovana na privlačen način, predstavljene pa so tudi Luthrove lastne izjave o »tolmačenju«. Hkrati se razkrije vloga številnih strokovnjakov, ki so sodelovali z Luthrom pri njegovem prevodu Svetega pisma. Zgodovinske Luthrove dvorane si lahko ogleda tudi v medetaži.

### Zgornjem nadstropju
Z Luthrovo smrtjo leta 1546 se ni končala niti reformacija niti učinkovita zgodovina njegovega prevoda Svetega pisma. Nasprotno, Luthrov prevod Svetega pisma vse do danes oblikuje nemški jezik, literaturo in glasbo. To je mogoče zaslediti v številnih posameznih primerih v zgornjem nadstropju. Ustanovitev Cansteinsche Bibelanstalt in razvoj tiska sta bila izredno pomembna za širjenje in trajni uspeh Luthrove Biblije, saj so le te inovacije naredile Biblijo za množično izdelan izdelek, ki je bil razširjen po vsem svetu po misijonarskem delu, gibanju, ki ga je navdihnil pietizem.
V stalni razstavi ima mesto tudi najtemnejše poglavje recepcije Luthrove Biblije in njegovih spisov: na Luthrove protijudovske izjave so se v Tretjem rajhu pogosto sklicevali in jih uporabljali za nacistično propagando. Leta 1939 v hotelu na gradu Wartburg ustanovljen »Inštitut za preučevanje (in izkoreninjenje) judovskega vpliva na nemško cerkveno življenje« (»Inštitut za dejudaizacijo«) si je zadal nalogo pripraviti nove izdaje evangelijev Nove zaveze, v katerih bo vsak sklicevanje na judovstvo in zgodovino Izraela je bilo izbrisano. Izbruh druge svetovne vojne je zelo skrajšal čas delovanja Inštituta za dejudaizacijo. Tudi publikacije inštituta nikoli niso bile razširjene. Pomen (Luthrove) Biblije danes in izzivi sedanje revizije Luthra so poudarjeni v zadnji razstavni galeriji.

## Inštitut za dejudaizacijo
Od leta 2019 ima Lutherhaus poleg zgodovine reformacije še drugo pomembno temo, znanstveno obravnavo in soočenje z antisemitskim »Inštitutom za dejudaizacijo«, ki je deloval v Eisenachu med letoma 1939 in 1945. Marca 2018 je direktor Lutherhaus, Jochen Birkenmeier, sprožil pobudo za postavitev spomenika »Dejudaization Institute«, ki je bil v Eisenachu na slovesnosti odkrit 6. maja 2019, osemdeset let po ustanovitvi inštituta. Od 19. septembra 2019 Lutherhaus gosti posebno razstavo »Študij in izkoreninjenje: Cerkveni 'Inštitut za dejudaizacijo', 1939–1945« (kustosa Jochen Birkenmeier in Michael Weise), ki je bila na ogled do konca leta 2021. Raziskovala je zgodovinsko-politični izvor in intelektualne korenine inštituta, vpliv njegovega dela in naporno pot do soočenja z njegovo zgodovino po letu 1945. Raziskovala je tudi, kako si je osebje inštituta prisvojilo Martina Luthra in njegove protijudovske izjave. Drugi »nacistični zvon«, okrašen s svastiko, je bil dodan posebni razstavi spomladi 2022.

## Ai Weiwei:človek v kocki
Stiftung Lutherhaus Eisenach je leta 2019 uspel pridobiti skulpturo človek v kocki, ki jo je Ai Weiwei ustvaril za razstavo Luther in avantgarda v Wittenbergu ob petstoletnici reformacije leta 2017. V Človeku v kocki je kitajski umetnik delal skozi svoje izkušnje tesnobe in izolacije po aretaciji s strani kitajskih oblasti: »Moje delo je fizično betonski blok, v katerem je ena sama figura v samoti. Ta figura je podobna meni med enainosemdesetimi dnevi v tajnem priporu leta 2011.« Osredotočanje na ideje in jezik je Aiju Weiweiju pomagalo zdržati v zaporu. Navdušila ga je tudi povezanost svobode, jezika in idej pri Martinu Luthru, ki se mu je eksplicitno poklonil s človekom v kocki. Postavljena je bila na dvorišču Lutherhaus in predstavljena javnosti na slovesnosti oktobra 2020 – 500 let po objavi traktata Martina Luthra O svobodi kristjana (1520).

## Posebne razstave in dogodki
Vzporedno s prenovo (2013–2015) je na praznem zemljišču zahodno od Lutherhaus nastal zasebni stanovanjsko-poslovni objekt. Steklena vhodna veža ga povezuje z zgodovinsko Lutherhaus. Stiftung Lutherhaus Eisenach uporablja pritličje nove stavbe kot recepcijo in muzejsko trgovino. Tam je tudi nova posebna galerija, v kateri so od leta 2016 vsako leto na ogled spremenljive posebne razstave. Poleg tega v Lutherhaus potekajo redni dogodki, vključno z letno muzejsko zabavo ob Lutrovem rojstnem dnevu (10. november), KinderKulturNacht (noč otroške kulture), branja, koncerti in predavanja.

## Muzejsko izobraževanje
Poleg stalne razstave lahko skupine obiskovalcev izkoristijo tudi različne muzejske izobraževalne tečaje. Sem spadajo Šola v Lutrovem dnevu in različne delavnice o kaligrafiji in visokem tisku. Delovni listi so na voljo tudi šolskim in potrjenim skupinam. Za posebno razstavo Študij in izkoreninjenje so bili pripravljeni posebni izobraževalni programi. Cerkveni »Inštitut za dejudaizacijo«, 1939–1945, in skulptura Ai Weiweijev človek v kocki, zaradi česar so predmeti dostopni.

## Zbirka in protestantski župnijski arhiv
Fundacija protestantskega župnijskega arhiva (Evangelisches Pfarrhausarchiv) je osnova lastne muzejske zbirke Lutherhaua. Leta 1925 ga je ustanovil pastor August Angermann (1867–1947), ki je služboval v Merseburgu. Angermann je na duhovniškem zborovanju v Giessnu eno leto prej napovedal, da namerava zbrati zbirko o zgodovini in pomenu protestantskega župnišča. Na naslednjem duhovnem zborovanju v Hamburgu (1925) so mu protestantska duhovniška združenja zaupala delo, da uresniči svoj načrt.
Do leta 1931 je zbirka obsegala že preko 1300 posameznih predmetov (slike, risbe, jedkanice, fotografije, knjige, pisma, rokopisi, značke, kovanci, medalje, rodbinske knjige itd.). Za javnost so ga odprli v treh sobanah gradu Wittenberg 2. novembra 1932.
Med drugo svetovno vojno je bila zbirka zaprta. Po koncu vojne naj bi jo prvotno pripeljali v Eisleben, vendar tam niso našli ustreznega objekta. Namesto tega so leta 1947 ali 1948 v Eisenach pripeljali fonde protestantskega župnijskega arhiva na poziv dr. Moritza Mitzenheima, škofa deželne cerkve Turingije. Do leta 1956 so bili nastanjeni v vili Hainstein. Fundacija je bila od tam prepeljana v Lutherhaus, kjer je bila predstavljena javnosti na stalni razstavi, ki je bila odprta 1. maja 1956.
Vsebina razstave v najvišjem nadstropju Lutherhaus je ostala večinoma nespremenjena do leta 1995. Temeljito prenovljena in posodobljena razstava »Izlet skozi zgodovino protestantskega župnišča« je bila odprta leta 1996. Ker sta tako prostor kot klima v zgodovinski Lutherhaus izkazala, da je hramba fonda zbirke vedno bolj problematična, so leta 2014 novozgrajenemu Deželnemu cerkvenemu arhivu v Eisenachu dodali skladišče za protestantski župnijski arhiv, kjer je fond ponovno dostopen raziskovalcem.

## Priznanja
Stalna razstava v Lutherhaus je prejela nagrado ICONIC AWARD 2016 v kategoriji »Architecture – Best of Best«, »2016 Thuringian Tourism Award« (posebna nagrada: »Digital Solutions Tourism«) in posebno nagrado Hessian-Thuringian Sparkassen Cultural 2016. Muzejska nagrada fundacije. Oktobra 2017 je Museumsverband Thüringen Lutherhaus Eisenach podelil svoj muzejski pečat. Priznava muzeje, ki zgledno izpolnjujejo standarde kakovosti Mednarodnega muzejskega sveta (ICOM) in Deutscher Museumsbundes (DMB). Istega leta je bila Lutherjeva hiša tudi certificirana kot dostopna (Barrierefreiheit geprüft). Lutherhaus je bil leta 2022 nominiran za turistično nagrado Turingije v kategoriji »Trajnost«.